# آیپیک
آیپیک (به انگلیسی: IPIC) شرکت سرمایه‌گذاری دولتی اماراتی است، که در زمینه ارائه خدمات مدیریت سرمایه‌گذاری، مدیریت ثروت و مبادلات سهام اختصاصی فعالیت می‌کند و بخش اعظم سرمایه‌گذاری‌های آن نیز در بخش انرژی متمرکز می‌باشد.
شرکت آیپیک در سال ۱۹۸۴ توسط دولت ابوظبی راه‌اندازی شد و در حال حاضر دارای سهام در ۱۶ شرکت چندملیتی در ۱۰ کشور جهان می‌باشد، که برای نمونه می‌توان به شرکت‌های سپسا (بزرگترین شرکت نفتی اسپانیا)، اوام‌وی (بزرگترین شرکت نفتی اتریش)، نووا کمیکال، سرمایه‌گذاری آبار، ادکوپ، کوسمو اویل و هیوندای اویل‌بانک اشاره کرد. دفتر مرکزی این شرکت در شهر ابوظبی، امارات متحده عربی قرار دارد. از شرکای تجاری آیپیک می‌توان به سازمان سرمایه‌گذاری ابوظبی و شرکت توسعه مبادله اشاره کرد.